# Província de Santiago Rodríguez
Santiago Rodríguez és una província al nord-oest de la República Dominicana. Es va escindir de Monte Cristi el 1948. Limita amb les províncies de Monte Cristi i la de Valverde al nord; Santiago a l'est, San Juan i Elías Piña al sud i Dajabón a l'oest.
A la província de Santiago Rodríguez es troba la gran vall de Cibao i cap al seu nord una formació composta de la vegetació xeròfila coneguda com la "Sierra Zamba". També es troben canyons amples formats pels dos rius que desguassen l'àrea, el Cana i el Gurabo. Cap el sud es troba la Cordillera Central. La província té una altitud variable, des de 159 metres a la ciutat de San Ignacio de Sabaneta fins a més de 2.000 metres en la zona muntanyosa. Té un clima de bosc humit tropical al peu de la Cordillera Central, sec subtropical al nord de la serra Zamba, tropical semi-humit en el centre i temperat humit a les zones d'alta muntanya de la Cordillera Central.
El 20 de juny de 2006 la província està organitzada en els següents municipis:
- San Ignacio de Sabaneta, capital provincial
- Monción
- Villa de los Almácigos

Llista dels municipis amb cens de població del 2012 cens.
| Nom                                 | Població total | Població urbana | Població rural |
| ----------------------------------- | -------------- | --------------- | -------------- |
| Monción                             | 39.875         | 90.856          | 20.019         |
| San Ignacio de Sabaneta             | 98.453         | 55.757          | 42.696         |
| Villa de los Almácigos              | 26.613         | 41.655          | 10.958         |
| Província de Rodríguez del Santiago | 260            | 154.956         | 104.673        |

## Història

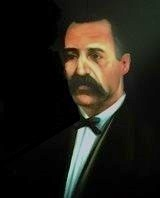
Santiago Rodríguez

La capital de la província va ser fundada el 1844 per Santiago Rodríguez Masagó, oficial de l'exèrcit dominicà a la Guerra d'Independència Dominicana. Va ser un dels fundadors de la ciutat de Sabaneta i un cap militar durant les primeres etapes de la Guerra de la Restauració (1863-1865). Sabaneta va ser el centre de la lluita contra els soldats espanyols durant aquesta guerra. El 1854, la ciutat fou elevada a la categoria de Correu Militar i el 1858 fou incorporada a un municipi de la província de Santiago.
El 1879 San Ignacio de Sabaneta es va convertir en municipi de la nova província de Monte Cristi. El 1948, amb la creació de la nova província de Santiago Rodríguez, San Ignacio de Sabaneta es va convertir en el municipi principal de la província. El 1907 Monción (pel general Benito Monción) es va convertir en el municipi oficial de la província de Monte Cristi. El 1948, quan es va crear la província de Santiago Rodríguez, es va convertir en el seu municipi. Es troba específicament a la part sud-oest de la província.